# Pipa parva
Pipa parva é uma espécie de anfíbio da família Pipidae.
Pode ser encontrada nos seguintes países: Colômbia e Venezuela.
Os seus habitats naturais são: savanas áridas, savanas húmidas, campos de gramíneas subtropicais ou tropicais secos de baixa altitude, campos de gramíneas de baixa altitude subtropicais ou tropicais sazonalmente húmidos ou inundados, pântanos, lagos de água doce, lagos intermitentes de água doce, marismas de água doce, marismas intermitentes de água doce, pastagens, áreas de armazenamento de água, lagoas, lagoas para aquicultura e canais e valas.